# Ярость ангелов 2
«Ярость ангелов 2» (англ. Rage of Angels: The Story Continues) — американский художественный телефильм 1986 года, мелодрама, снятая режиссёром Полом Уэндкосом. Экранизация произведения Сидни Шелдона. Сиквел фильма «Ярость ангелов» 1983 года.
Этот фильм также известен и под другими названием — «Ярость ангелов: история продолжается», «Гнев ангелов 2» и « Гнев ангелов: история продолжается».

## Сюжет
Продолжение истории о молодой женщине-адвокате Дженнифер Паркер. Круг действующих лиц несколько изменился, если Дженнифер Паркер осталась, также как и женатый политик Адам Уорнер, в которого она влюблена, то гангстера Майкла Моретти нет, так как он был убит в первой части, вместо него появляется его брат Джеймс Моретти, жаждущий мести. В этой части Дженнифер воссоединяется со своей матерью Марчезой Аллабранди, а Джеймс Моретти шантажирует сенатора Адама Уорнера, надеясь снять обвинения со своего босса.

## В ролях
- Жаклин Смит,
- Майкл Нури,
- Кайл Хауард,
- Сьюзан Салливан,
- Мэйсон Адамс,
- Линда Дэйно,
- Брэд Дуриф,
- Майкл Вудс,
- Пол Реблинг,
- Роналд Хантер,
- Пол Шенар
- Анджела Лэнсбери.